# Megalactis hemprichii
Megalactis hemprichii is een zeeanemonensoort uit de familie Actinodendronidae. De anemoon komt uit het geslacht Megalactis. Megalactis hemprichii werd voor het eerst wetenschappelijk beschreven door Ehrenberg. 